# Kirchhoff (krater księżycowy)
Kirchhoff – niewielki krater uderzeniowy na Księżycu, położony w północnej części regionu Montes Taurus. Leży na zachód od krateru Newcomb. Na południowy wschód od Kirchhoffa znajduje się para kraterów Hall i G. Bond.
Kształt zbliżony do koła, z lekkim wybrzuszeniem na zewnątrz wzdłuż zachodniej krawędzi. W dnie krateru jest niewielkie podniesienie. Niedaleko wschodniej krawędzi leży Kirchhoff C.

## Satelickie kratery
Zgodnie z konwencją poniższe obiekty są identyfikowane na mapie Księżyca, umieszczając literę na boku krateru, którego środek jest najbliżej Kirchhoffa.
| Kirchhoff | Szerokość | Długość | Średnica |
| --------- | --------- | ------- | -------- |
| C         | 30,3° N   | 39,7° E | 23 km    |
| E         | 30,7° N   | 40,4° E | 26 km    |
| F         | 31,5° N   | 40,9° E | 23 km    |
| G         | 29,8° N   | 40,2° E | 22 km    |